# Rhabdoblatta excellens
Rhabdoblatta excellens är en kackerlacksart som beskrevs av Anisyutkin 2000. Rhabdoblatta excellens ingår i släktet Rhabdoblatta och familjen jättekackerlackor.
Artens utbredningsområde är Vietnam. Inga underarter finns listade i Catalogue of Life.